# Margečan
Margečan je naselje u Republici Hrvatskoj u Varaždinskoj županiji. 

## Zemljopis
Administrativno je u sastavu grada Ivanca. Naselje se proteže na površini od 4,22 km². 

## Stanovništvo
Prema popisu stanovništva iz 2001. godine u Margečanu živi 405 stanovnika i to u 115 kućanstava. Gustoća naseljenosti iznosi 95,97 st./km².
| broj stanovnika | 200   | 244   | 243   | 293   | 297   | 331   | 360   | 426   | 508   | 518   | 493   | 467   | 386   | 402   | 405   | 384   | 390   |
|                 | 1857. | 1869. | 1880. | 1890. | 1900. | 1910. | 1921. | 1931. | 1948. | 1953. | 1961. | 1971. | 1981. | 1991. | 2001. | 2011. | 2021. |

## Znamenitosti
- Crkva svete Margarete Margečan

## Šport
- NK Mladost Margečan